# Kottuvally
Kottuvally é uma vila no distrito de Ernakulam, no estado indiano de Kerala.

## Demografia
Segundo o censo de 2001, Kottuvally tinha uma população de 37 884 habitantes. Os indivíduos do sexo masculino constituem 49% da população e os do sexo feminino 51%. Kottuvally tem uma taxa de literacia de 84%, superior à média nacional de 59,5%: a literacia no sexo masculino é de 86% e no sexo feminino é de 83%. Em Kottuvally, 10% da população está abaixo dos 6 anos de idade.